# Cuerpo ordenado no arquimediano
En matemáticas, un cuerpo ordenado no arquimediano es un cuerpo ordenado que no satisface el axioma de Arquímedes. Ejemplos de ello son el cuerpo de Levi-Civita, los números hiperreales, los números surreales, el cuerpo de Dehn y el cuerpo de las funciones racionales con coeficientes reales de un orden adecuado.

## Definición
El axioma de Arquímedes es una propiedad de ciertos campos ordenados como los números racionales o los números reales, indicando que dados dos elementos no nulos, existe un múltiplo entero del más pequeño que supera al mayor. Si un campo contiene dos elementos positivos x < y para los cuales esto no es cierto, entonces x/y debe ser un infinitesimal, mayor que cero pero menor que cualquier fracción unitaria entera. Por tanto, la negación de la propiedad de Arquímedes equivale a la existencia de infinitesimales.

## Aplicaciones
Los cuerpos hiperreales, cuerpos ordenados no arquimedianos que contienen a los números reales como subcuerpo, se pueden utilizar para proporcionar una base matemática para el análisis no estándar.
Max Dehn usó el cuerpo de Dehn, un ejemplo de un cuerpo ordenado no arquimediano, para construir geometrías no euclídeas en las que el quinto postulado de Euclides no sea verdadero pero, sin embargo, los triángulos tienen ángulos que suman π.
El cuerpo de funciones racionales sobre {\displaystyle \mathbb {R} } se puede utilizar para construir un cuerpo ordenado que sea completo (en el sentido de convergencia de secuencias de Cauchy) pero que no sea sobre los números reales. Esta completación se puede describir como el cuerpo de series formales de Laurent sobre {\displaystyle \mathbb {R} }. A veces, el término completación se utiliza para significar que la propiedad del límite superior mínimo se cumple. Con este significado de completitud de Dedekind no hay cuerpos ordenados completos que no sean arquimedianos. La sutil distinción entre estos dos usos de la palabra completitud es en ocasiones fuente de confusión.